# Дімаш Тейшейра
Дімаш Тейшейра (порт. Dimas Teixeira, нар. 16 лютого 1969, Йоганнесбург, ПАР), відоміший як просто Дімаш, — португальський футболіст, лівий захисник. Нині — тренер.
Насамперед відомий виступами за клуби «Бенфіка» та «Ювентус», а також національну збірну Португалії.
Володар Кубка Португалії. Дворазовий чемпіон Італії. Володар Суперкубка Італії з футболу.

## Клубна кар'єра
У дорослому футболі дебютував 1987 року виступами за команду клубу «Академіка», в якій провів три сезони, взявши участь у 56 матчах чемпіонату.
Згодом з 1990 по 1994 рік грав у складі команд клубів «Ештрела» та «Віторія» (Гімарайнш).
Своєю грою за останню команду привернув увагу представників тренерського штабу клубу «Бенфіка», до складу якого приєднався 1994 року. Відіграв за лісабонський клуб наступні два сезони своєї ігрової кар'єри. Більшість часу, проведеного у складі «Бенфіки», був основним гравцем захисту команди.
1996 року на умовах оренди перейшов до туринського «Ювентуса», а наступного року італійський клуб викупив трансфер гравця. У складі туринської команди двічі виборював титул чемпіона Італії, ставав володарем Суперкубка Італії з футболу.
На початку 1998 року був відданий в оренду до турецького «Фенербахче», згодом грав за бельгійський «Стандард» (Льєж).
2000 року повернувся на батьківщину, де уклав контракт з клубом «Спортінг», у складі якого провів наступні два роки своєї кар'єри гравця.
Завершив професійну ігрову кар'єру у французькому клубі «Олімпік» (Марсель), за команду якого як орендований гравець провів 2002 року п'ять матчів національного чемпіонату.

## Виступи за збірну
1995 року дебютував в офіційних матчах у складі національної збірної Португалії. Протягом кар'єри у національній команді, яка тривала 6 років, провів у формі головної команди країни 44 матчі.
У складі збірної був учасником чемпіонату Європи 1996 року в Англії, чемпіонату Європи 2000 року у Бельгії та Нідерландах, на якому команда здобула бронзові нагороди.

## Тренерська кар'єра
18 серпня 2018 року був призначений першим помічником головного тренера львівських «Карпат».

## Титули і досягнення
- Володар Кубка Португалії (2):

«Бенфіка»: 1995–96
«Спортінг»: 2001–02
- Чемпіон Італії (2):

«Ювентус»: 1996–97, 1997–98
- Володар Суперкубка Італії з футболу (1):

«Ювентус»: 1997
- Чемпіон Португалії (1):

«Спортінг»: 2001–02
- Володар Суперкубка Португалії (1):

«Спортінг»: 2000